# Río Ernz Negro
El río Ernz Negro (en luxemburgués : Schwaarz Iernz, en francés:Ernz noire, en alemán: Schwarze Ernz) es un río de unos 25 km que fluye en Luxemburgo por las localidades de Junglister y Mullerthal.